# Tim Rubink
Tim Rubink (* 12. Januar 1988 in Dormagen) ist ein ehemaliger deutscher Fußballspieler.

## Karriere
Der Innenverteidiger wechselte 2002 in die Jugendabteilung von Borussia Mönchengladbach und war dort Stammspieler der U-19. Während der Saison 2006/07 wurde Rubink erstmals zu einem Training bei den Profis eingeladen. 
Überraschend feierte Rubink am 8. November 2006 im Alter von 18 Jahren seine Bundesligapremiere gegen den FC Schalke 04. Er „profitierte“ dabei von zahlreichen verletzungsbedingten Ausfällen. So musste Mönchengladbachs damaliger Cheftrainer Jupp Heynckes zwischenzeitlich auf acht Defensivspieler verzichten. Die 0:2-Niederlage gegen Schalke, bei der er neben Zé António in der Innenverteidigung spielte, blieb Rubinks einziger Bundesligaeinsatz bei den Profis. 
In der Saison 2009/10 spielte Rubink für die zweite Mannschaft von Bayer 04 Leverkusen, wo er sich jedoch kurz vor Saisonende einen Kreuzbandriss zuzog. Im Sommer 2010 wechselte Rubink zum Drittligisten SV Sandhausen, dort kam er nach langer Reha-Zeit über die Rolle des Ergänzungsspielers nicht hinaus. Zur Saison 2011/12 wechselte er zum niedersächsischen Oberligisten Goslarer SC 08, mit dem er gleich im ersten Jahr Meister wurde und in die Regionalliga Nord aufstieg. Im April 2013 wurde sein Wechsel zum NRW-Klub KFC Uerdingen 05 bekannt gegeben. Im Januar 2015 schloss er sich dem SC Düsseldorf-West an, mit dem er aus der Landesliga in die Oberliga Niederrhein aufstieg. Daraufhin wechselte er im Sommer zum Oberligisten SC Kapellen-Erft. Nach zwei Jahren verließ er den Verein und ging in die Kreisliga A zum TuS Hackenbroich, wo er im Sommer 2020 seine Karriere beendete.